# Guy Spitaels
Guy Spitaels (* 3. September 1931 in Ath; † 21. August 2012 in Uccle/Ukkel) war ein belgischer Politiker der Parti Socialiste (PS) und Professor für Politikwissenschaften. Er war langjähriger Minister auf nationaler Ebene, Bürgermeister von Ath und von 1992 bis 1994 Ministerpräsident der Wallonischen Region. Er war Präsident der PS, in der er aufgrund seines Einflusses den Beinamen Dieu (Gott) erhielt. Nachdem ersichtlich wurde, dass Spitaels im Zuge der sogenannten Agusta-Affäre an Korruptionsgeschäften teilgenommen hatte, für die er 1998 vom Kassationshof verurteilt wurde, legte er alle seine Ämter nieder und verschwand allmählich aus dem aktiven politischen Leben.

## Leben
Guy Spitaels promovierte als Doktor der Rechtswissenschaften 1955 an der Université Catholique de Louvain (UCL), war Lizenziat der Politik- und Sozialwissenschaften (1957, UCL) und hatte ein Diplom in Europastudien (1958, College of Europe in Brügge). Doch begann er seine akademische Karriere an der Université Libre de Bruxelles (ULB), wo er zuerst als Forscher im Solvay-Institut für Soziologie (1958–1964) arbeitete und von 1964 bis 1968 dieses Institut leitete. Ab 1966 tagte er unter anderem an der ULB und im College of Europe als Professor und wurde anschließend emeritiert und zum Ehrenprofessor der ULB ernannt.
Seit dem Ende seiner politischen Karriere trat Spitaels vermehrt als Experte für internationale Politik in Erscheinung. Er ist beispielsweise Autor von Monographien über die Volksrepublik China als Hegemonialmacht und über die Wahl des US-amerikanischen Präsidenten Barack Obama, die in mehrere Sprachen übersetzt wurden.
In der Nacht vom 20. auf den 21. August 2012 verstarb Guy Spitaels an den Folgen eines Hirntumors.

### Anfänge und Aufstieg zum Vizepremier
Die Familie von Guy Spitaels war recht wenig politisch aktiv und sein Einstieg in die Politik geschah erst, als er bereits über dreißig Jahre alt war. Sein Eintritt im Jahr 1960 in die Parti Socialiste Belge (PSB), Vorgängerin der PS, war auf die Proteste gegen das sogenannte „Einheitsgesetz“ zurückzuführen. Gleichzeitig schloss sich Spitaels auch dem Mouvement populaire wallon, einer regionalistischen Strömung, unter André Renard an.
Spitaels wurde ab 1972 vom damaligen Präsidenten der PS, André Cools, in die aktive Politik eingeführt. Dieser beförderte ihn sogar im Jahr 1973 zum Kabinettschef unter Premierminister Edmond Leburton (PS). Im Jahr 1974 zog Spitaels erstmals in den Senat ein, wenn auch als Oppositionspolitiker.
Das Jahr 1977 war für Guy Spitaels von Erfolg gekrönt: Einerseits konnte er seinen Platz im Senat verteidigen und andererseits schaffte er es, das Bürgermeisteramt in seiner Heimatstadt Ath an sich zu nehmen (und über 20 Jahre zu behalten). Zudem erhielt er infolge der Regierungsverhandlungen den Posten des Ministers für Beschäftigung und Arbeit in der Regierung unter Premierminister Leo Tindemans (CVP). Dort schaffte der Professor für Sozialwirtschaft es, sich einen Namen zu machen („Spitaels-Pläne“) und die damals massive Arbeitslosigkeit in Belgien zu senken. In der folgenden Regierung unter Wilfried Martens (CVP) 1979 wurde Spitaels somit auch zum Vizepremierminister ernannt und erhielt das einflussreiche Haushaltsressort, wo er jedoch ein Milliardenhaushaltsloch nicht vermeiden konnte. In den folgenden Martens-Regierungen verließ er den Haushalt und übernahm das Verkehrswesen bzw. die Kommunikationen. Nach den zermürbenden Verhandlungen zur Staatsreform, die die Regionen aus der Taufe gehoben hatte, und dem Scheitern der Regierung Martens IV im Jahr 1981 verließ die PS schließlich die Regierungsebene und Spitaels musste seinen Ministerposten freigeben.

### Präsidentschaft der PS
Die Zukunft von Guy Spitaels spielte sich jedoch innerhalb der PS ab. Nach der Teilung im Jahr 1979 des PSB war André Cools eindeutig der starke Mann der Partei gewesen, doch geriet er 1981 in die parteiinterne und öffentliche Kritik (vor allem seitens der Gewerkschaften), sodass er die Präsidentschaft der PS abgeben musste. Bei der Wahl zum neuen Präsidenten konnte sich sein ehemaliger Schützling Spitaels knapp gegenüber den von Leburton favorisierten Ernest Glinne durchsetzen. Als neuer Präsident stand Guy Spitaels zuerst vor der Aufgabe, die verfeindeten Parteiflügel miteinander zu versöhnen, was ihm gelang. In den frühen Achtzigern gab er der PS ebenfalls eine neue Richtung vor: „Plus socialiste et plus wallon“ (sozialistischer und wallonischer). Einerseits gewann er wieder die sozialistische Gewerkschaft (FGTB) auf seine Seite und andererseits setzte er sich für eine Stärkung der Wallonischen Region ein, indem er beispielsweise eine Regionalisierung der Stahlindustrie forderte, die vor allem in Wallonien präsent war (u. a. Cockerill-Sambre). Auf nationaler Ebene schickte er die PS vorerst in eine Oppositionskur.
Der Eskalation im Sprachenstreit um die Gemeinde Voeren (frz. Fourons) begegnete Spitaels mit der Unterstützung des von flämischer Seite heftig kritisierten frankophonen Bürgermeisters José Happart, indem er diesen ins Lager der PS holte, und förderte somit das Scheitern der konservativ-liberalen Regierung Martens-Gol im Jahr 1987. Dieser regionalistische Schlenker wurde bei den Wahlen von 1987 großzügig belohnt: Die PS erhielt 44 % der Stimmen, wurde erstmals seit 1936 die stärkste frankophone politische Fraktion und verfehlte nur knapp die absolute Mehrheit in den Parlamenten (damals noch Räte) der Wallonischen Region und der Französischen Gemeinschaft. Auch auf nationaler Ebene war die PS unumgänglich: Guy Spitaels wurde vom König zum Informator ernannt und sollte den Weg für einen Regierungsbildner vorbereiten. Damit waren jedoch die Weichen für die längste Staatskrise der belgischen Geschichte gelegt: Erst im Mai 1988 und 148 Tage nach den Wahlen, während denen ein Kompromiss für Voeren und die dritte Staatsreform ausgehandelt wurden, konnte die Regierung Martens VIII, die aus Christlichsozialen, Sozialisten und den flämischen Nationalisten der Volksunie (VU) zusammengesetzt war, vereidigt werden. Spitaels selbst, der mit Kritik innerhalb der PS zu kämpfen hatte, gehörte nicht der Regierung an.
Trotz allem hatte Spitaels es geschafft, die PS nach fünf Jahren Opposition in die nationale Regierung und in die Exekutiven der Wallonischen Region und der Französischen Gemeinschaft zu führen. Auch in der PS behielt er die absolute Oberhand und wurde in seinem Präsidentenamt bestätigt. Zu dieser Zeit erhielt er aufgrund seiner unverkennbaren Macht in der politischen Landschaft den Beinamen „Dieu“ (Gott). Mit seiner Forderung, die Vergabe von Ausfuhrlizenzen für Waffen zu regionalisieren (in der Tat befand sich die Fabrique Nationale (FN) in Herstal, in der Wallonie), löste Spitaels Anfang der neunziger Jahre erneut eine institutionelle Krise aus und ließ die beiden letzten Regierungen von Wilfried Martens (Martens VIII und Martens IX) scheitern.

### Wallonischer Ministerpräsident
Spitaels sorgte für allgemeine Verwunderung, als er 1992 beschloss, die Präsidentschaft der PS zu verlassen und das Amt des Ministerpräsidenten der Wallonischen Regierung zu übernehmen. Philippe Busquin (PS) wurde zum Präsidenten der Parti Socialiste gewählt und der scheidende wallonische Ministerpräsident Bernard Anselme (PS) wurde zum Ministerpräsidenten der Französischen Gemeinschaft ernannt. In einer Regierung mit den Christlichsozialen (PSC) lenkte er bis 1994 die Geschicke der Wallonischen Region. 
In seiner Zeit als Ministerpräsident (1992–1994) übernahm Guy Spitaels zudem das Wirtschaftsressort, die KMU-Politik und die Außenbeziehungen. In diesen zwei Jahren gelang es Spitaels, die gesamte Provinz Hennegau als „Ziel 1“ für den Europäischen Fonds für regionale Entwicklung (EFRE) zu platzieren und einen großen Teil der europäischen Strukturgelder für die Wallonische Region zu gewinnen.
Im Jahr 1994 wurde die politische Laufbahn von Spitaels in der Wallonischen Region jäh beendet: Im Zuge der Agusta-Affäre wurden er und andere PS-Politiker der Korruption bezichtigt und eine Untersuchungsrichterin beantragte die Aufhebung ihrer parlamentarischen Immunität.

### Agusta-Affäre und progressiver Rückzug
Die Ursprünge der Agusta-Affäre und später der Dassault-Affäre befinden sich in den Ermittlungen, die dem politischen Mord an André Cools (PS) am 18. Juli 1991 folgten. Im Laufe der Ermittlungen und der Suche nach dem Tatmotiv deckte die Lütticher Untersuchungsrichterin massive Geldtransfers auf den Bankkonten der PS auf. In der Tat hatte die italienische Flugzeuggesellschaft Agusta der PS und ihrem flämischen Gegenstück SP hohe Summen zukommen lassen und sich somit den Kauf von 46 A109-Kampfhubschraubern für die belgische Luftwaffe gesichert.
Die Untersuchungsrichterin fragte infolgedessen in der Kammer und im Senat die Aufhebung der parlamentarischen Immunität von Guy Coëme (PS), der zur Tatzeit belgischer Verteidigungsminister war, Guy Mathot (PS), damals Senator, und Guy Spitaels. Die „drei Guys“ traten am 21. Januar 1994 geschlossen zurück. Auch in der SP waren im Jahre 1995 Rücktritte erforderlich: Frank Vandenbroucke, ehemaliger Parteipräsident, Außenminister und Vizepremier, und vor allem Willy Claes, frisch ernannter Generalsekretär der NATO, mussten ihre Ämter räumen. 1995 war jedoch ein Wahljahr und zur allgemeinen Überraschung schaffte Guy Spitaels nicht nur den Sprung ins Wallonische Parlament, sondern übernahm auch dessen Präsidentschaft.
1997 wurde der Name Spitaels wieder in Zusammenhang mit okkulter Parteifinanzierung gebracht: Bei der sogenannten Dassault-Affäre, die ihrerseits ihren Ursprung in der Agusta-Affäre fand, wurde dem ehemaligen Parteipräsident der PS vorgeworfen, den französischen Geschäftsmann Serge Dassault gegen Bezahlung bei der Vergabe eines Vertrags zur Aufrüstung der belgischen F-16-Kampfflugzeuge bevorzugt zu haben. Erneut wurde die Aufhebung der nach den Wahlen neu erlangten parlamentarischen Immunität Spitaels gefragt. Diesmal war der politische Druck jedoch so groß, dass Spitaels sowohl als Präsident des Wallonischen Parlaments als auch als Bürgermeister von Ath von allen seinen politischen Ämtern definitiv zurücktreten musste.
1998 waren die Ermittlungen in der Agusta-Dassault-Affäre schließlich abgeschlossen. Vor dem Kassationshof erschienen 12 Angeklagte, darunter Coëme, Claes und Spitaels. Während des Prozessverlaufs beteuerte Spitaels stets seine Unschuld. Die Richter sahen dies jedoch anders und verurteilten ihn am 23. Dezember 1998 zu zwei Jahren Haft auf Bewährung, einer Geldstrafe von 60.000 BEF und einer Aberkennung seiner politischen Rechte für fünf Jahre.
Seitdem war Guy Spitaels politisch nicht mehr in Erscheinung getreten.

### Verschiedenes
Von 1989 bis 1992 war Spitaels Präsident des Bundes der Sozialdemokratischen Parteien der Europäischen Gemeinschaft (heute Sozialdemokratische Partei Europas – SPE) und Vizepräsident der Sozialistischen Internationale.
Seit 1983 trug er den Ehrentitel „Staatsminister“. Er wurde vom Institut Jules Destrée zu einer der 100 wichtigsten wallonischen Persönlichkeiten des Zwanzigsten Jahrhunderts gewählt.

## Übersicht der politischen Ämter
- 1972–1974: Mitglied mehrerer Ministerkabinette
- 1974–1977: Provinzialer Senator
- 1977–1997: Bürgermeister von Ath (teilweise verhindert)
- 1977–1995: Direkt gewählter Senator (teilweise verhindert)
- 1977–1979: Minister für Beschäftigung und Arbeit in den Regierungen Tindemans IV und Vanden Boeynants II
- 1979–1980: Vize-Premierminister und Minister für den Haushalt in den Regierungen Martens I und Martens II
- 1980–1981: Vize-Premierminister und Minister für das Verkehrswesen in den Regierungen Martens III und Martens IV
- 1980–1999: Mitglied des Wallonischen Parlaments (teilweise verhindert)
- 1992–1994: Ministerpräsident der Wallonischen Region, zuständig für Wirtschaft, KMU und Außenbeziehungen
- 1995–1997: Präsident des Wallonischen Parlamentes